# Kardinal Albrecht av Brandenburg som helige Hieronymus
Kardinal Albrecht av Brandenburg som helige Hieronymus (tyska: Kardinal Albrecht von Brandenburg (1490–1545) als Heiliger Hieronymus) är en oljemålning av den tyske renässanskonstnären Lucas Cranach den äldre. Den målades 1527 och förvärvades av den preussiska staten 1821 i samband med köpet av den brittiska köpmannen och konstsamlaren Edward Sollys (1776–1844) samling (se även Sollymadonnan). Den är utställd på Gemäldegalerie i Berlin. 
Cranach föddes i Kronach (därav sitt namn) och var från 1508 hovmålare hos kurfursten Fredrik den vise och dennes efterträdare i Wittenberg. Han var nära vän till och anhängare av Martin Luther som också var aktiv i Wittenberg. Cranach utförde flera Porträtt av Martin Luther och illustrerade Luthers folkbibel som trycktes på tyska 1522. Trots att Cranach aktivt deltog i reformationen ansåg han sig oförhindrad att samtidigt ta emot beställningar från katolska potentater och med katolsk ikonografi. 
Mäktigast i den tyska katolska kyrkan var Albrecht av Brandenburg som gjorde sig en förmögenhet på avlatshandel. Det var just avlatshandeln som Martin Luther kritiserade i De 95 teserna – den diskussionsskrift som skickades till Albrecht av Brandenburg och som blev tändgnistan för reformationen.

## Bilder
Sin motvilja mot Luther förhindrade inte Albrecht av Brandenburg att beställa verk av protestantiska konstnärer och Cranach mottog ett tiotal porträttbeställningar från kardinalen. Åtminstone fyra målningar finns bevarade av Albrecht som helgonet, kyrkofadern och bibelöversättaren Hieronymus; de övriga tre tillhör Hessisches Landesmuseum i Darmstadt (1525), John and Mable Ringling Museum of Art i Sarasota (1527) och en privat samling (cirka 1527). I två av målningarna befinner sig Hieronymus i ödemarken, och i två i sin studerkammare – både var vanliga motiv under renässansen. I alla verk avbildas det lejon som enligt legenden följde helgonet troget efter att han tagit bort en törntagg från dess tass. Möjligen ville kardinalen avbilda sig som den fromme, lärde och rättrådige Hieronymus för att motverka Luthers bild av katolska kyrkan som girig och korrupt.    

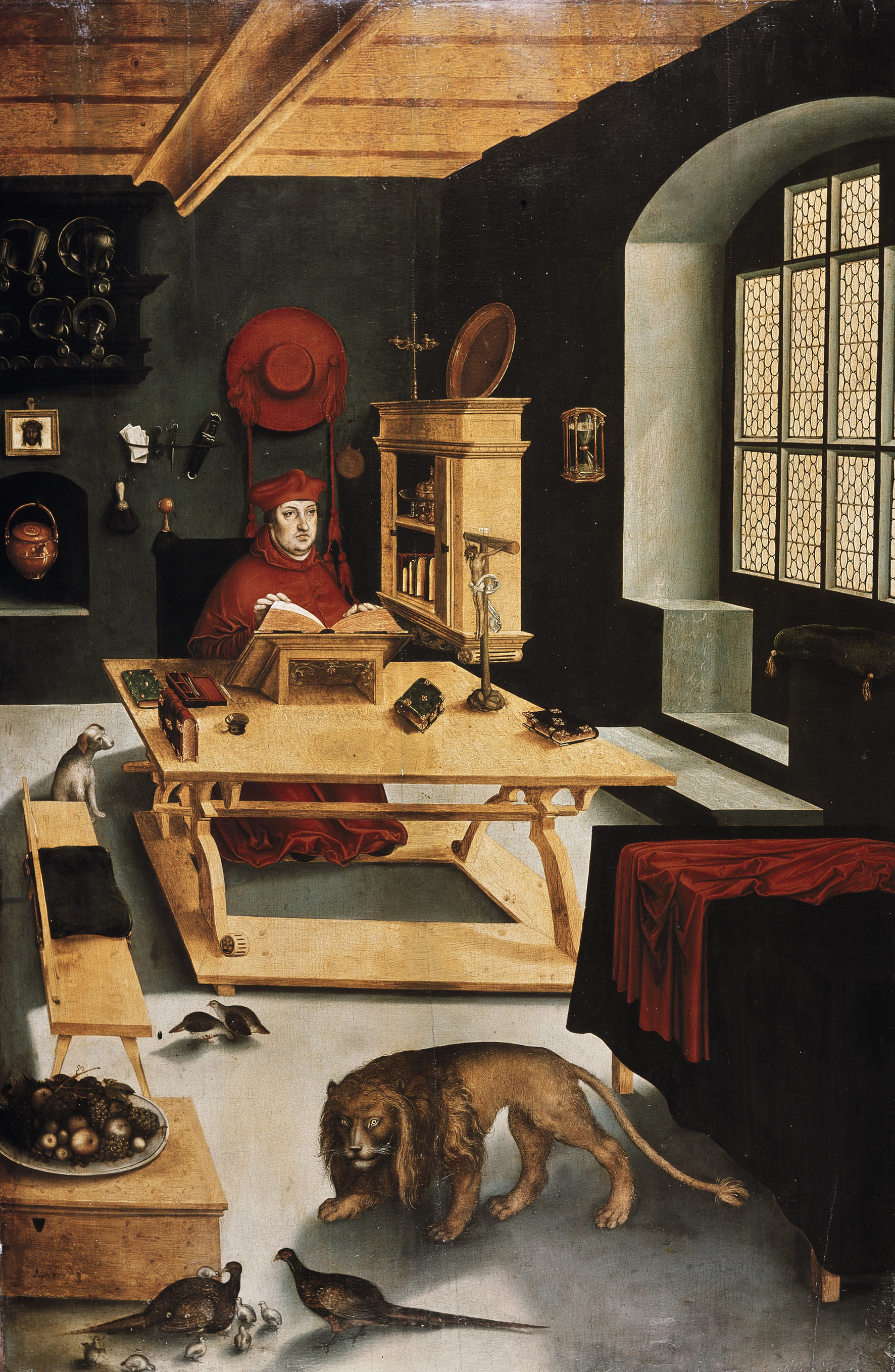
Kardinal Albrecht av Brandenburg, ärkebiskop av Mainz som helige Hieronymus i studerkammaren, Hessisches Landesmuseum Darmstadt, 1525, 116,5 x 77,5 cm.
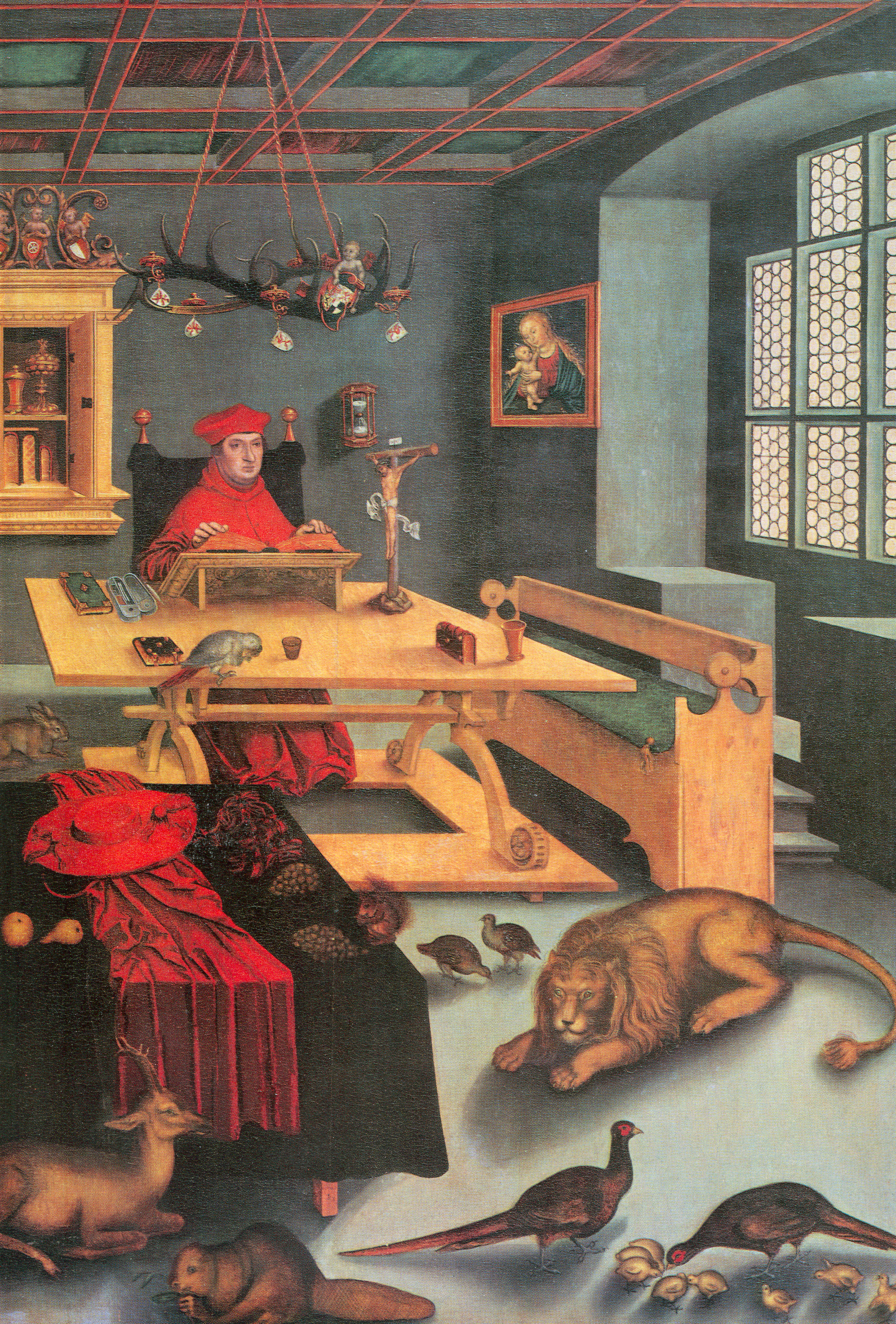
Kardinal Albrecht av Brandenburg som Helige Hieronymus, 1526, 114,9 x 89,1, cm, John and Mable Ringling Museum of Art i Sarasota.
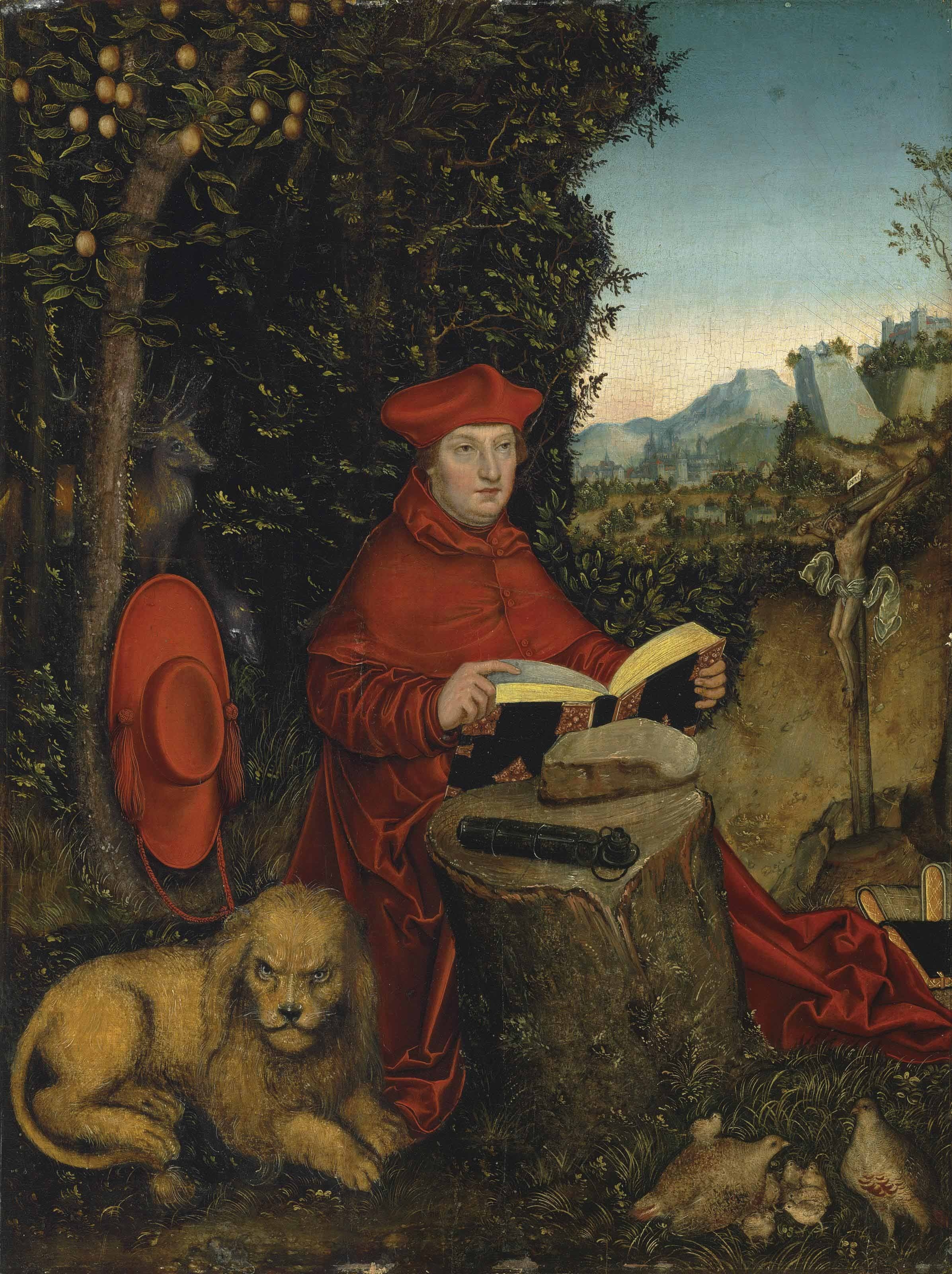
Albrecht av Brandenburg som Helige Hieronymus i ödemarken, privat ägo, cirka 1527.

Därutöver finns det ett antal porträtt av kardinalen i halvfigur, till exempel på Eremitaget i Sankt Petersburg (1526), Jagdschloss Grunewald i Berlin (efter 1529) och Landesmuseum i Mainz (1543). I Alte Pinakotheks samlingar i München finns ett porträtt av Albrecht med Kristus på korset vilken ingår i Cranachs stora serie korsfästelsebilder.

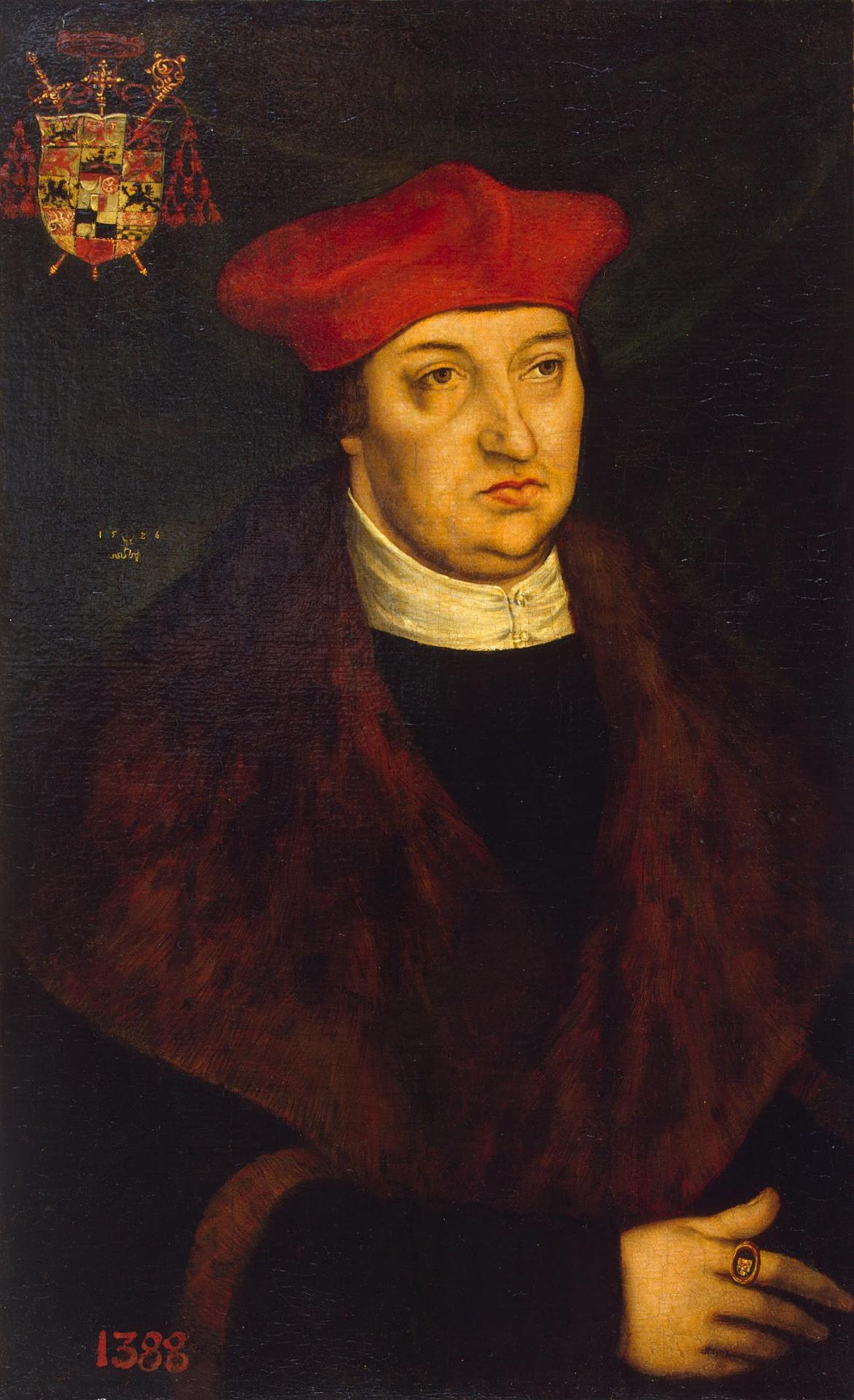
Porträtt av kardinal Albrecht av Brandenburg, Eremitaget, 40 x 24,5 cm, 1526.
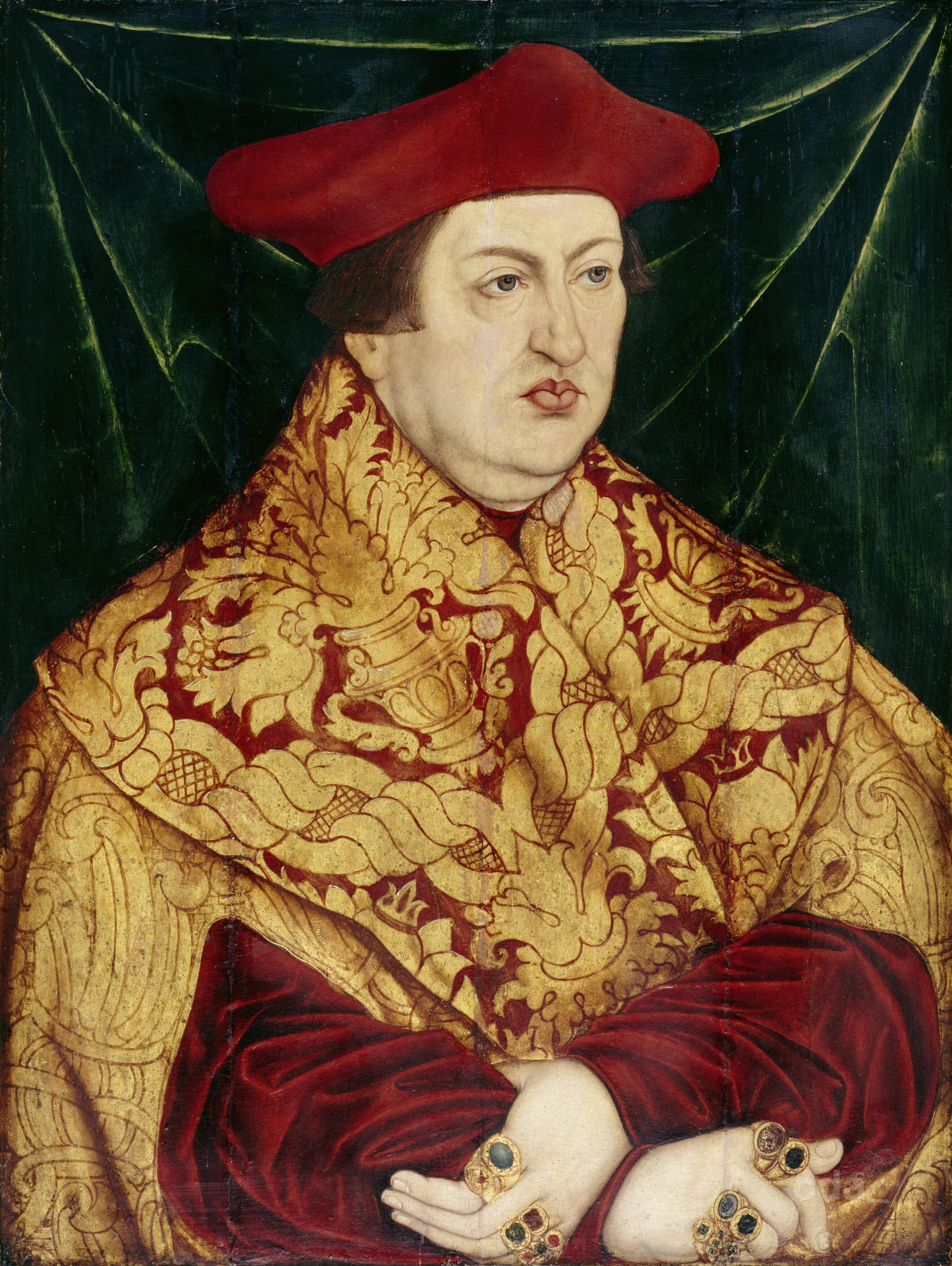
Porträtt av kardinal Albrekt av Brandenburg, Jagdschloss Grunewald, daterad till efter 1529, 53,4 x 40,2 cm.
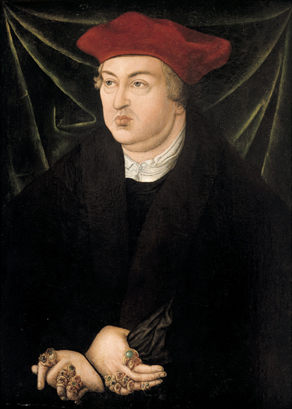
Porträtt av kardinal Albrecht av Brandenburg, Landesmuseum Mainz, 52,3 x 37,5 cm, attribuerad Cranachs verkstad.
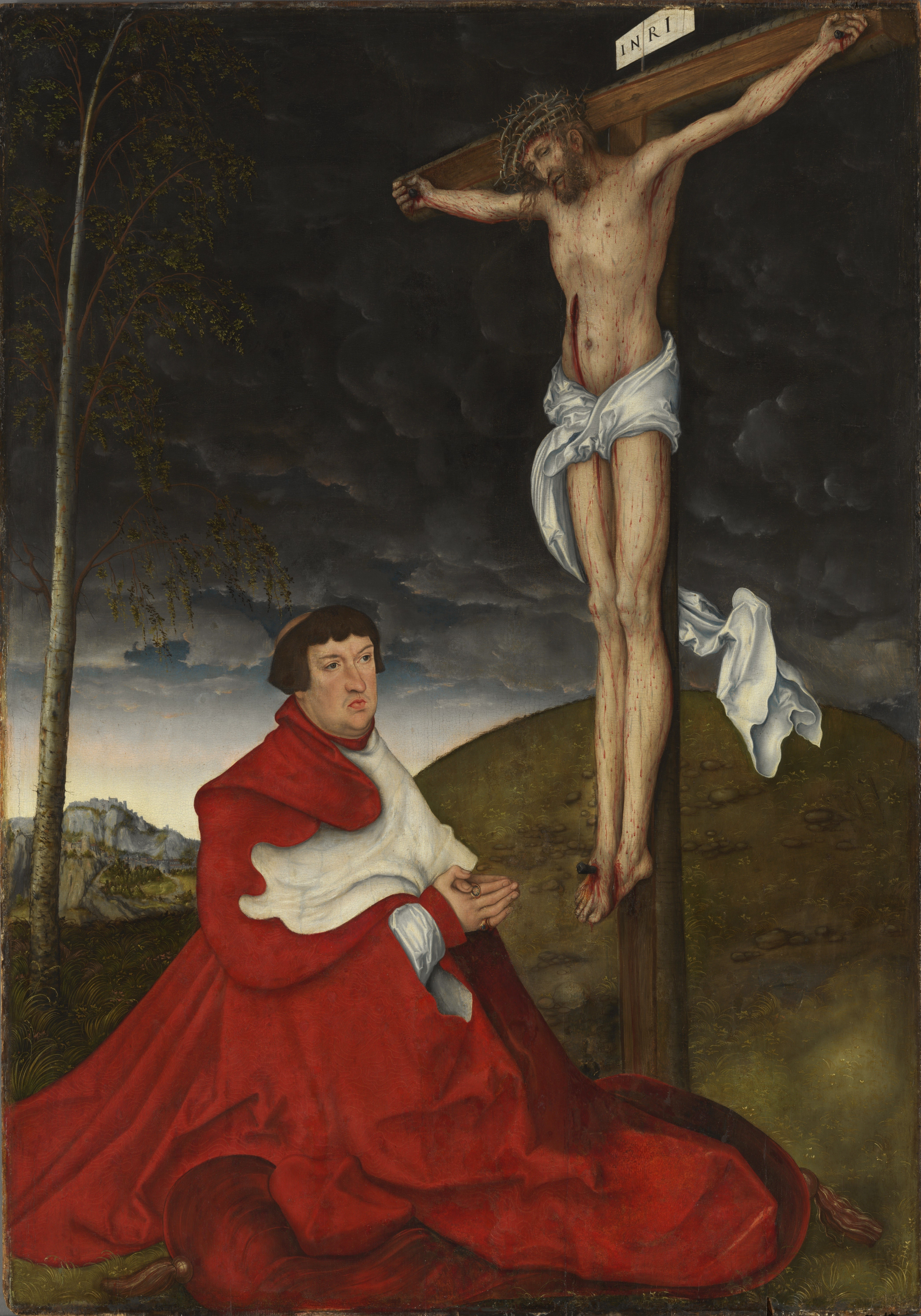
Kardinal Albrecht av Brandenburg inför den korsfäste, Alte Pinakothek, cirka 1520–1525.